# L'Idole des jeunes (film)
Pour les articles homonymes, voir L'Idole des jeunes et Surprise-partie (homonymie).
Pour plus de détails, voir Fiche technique et Distribution.
L'Idole des jeunes est un film musical français réalisé par Yvan Lagrange en 1976.
Il est divisé en deux parties : Killi Watch et Surprise-partie.

## Fiche technique
- Titre : L'Idole des jeunes
- Réalisation : Yvan Lagrange
- Directeur de la photo : Renan Pollès
- Format : 16 mm couleur
- Durée : 5 heures 38 minutes
- Production : Les Films de la Vierge (Pierre Cardin)
- Distribution : Olympic (Frédéric Mitterrand)
- Sélection officielle du Festival de Cannes, Un Certain Regard
- Sortie à Paris : 28 avril 1976 cinémas Saint-André des Arts, Olympic-Entrepôt

## Distribution
- Yvan Lagrange : Johnny Hallyday / Eddy Mitchell / Dany Logan
- Denis Develoux : Dick Rivers / Jacky Moulières / Dany Boy
- Catherine Versepuys : Françoise Hardy
- Martine Maréchal : Sylvie Vartan
- Candice Patou : Petula Clark
- Dominique Guezennec : France Gall
- Roger Miremont
- Hervé Palud
- Gérard Lemaire
- Djanet Lachmet : Jacqueline Boyer